# Placówka Straży Granicznej w Rudzie Śląskiej
Placówka Straży Granicznej w Rudzie Śląskiej – graniczna jednostka organizacyjna Straży Granicznej realizująca zadania w ochronie granicy państwowej z Republiką Czeską.

## Formowanie i zmiany organizacyjne
Placówka Straży Granicznej w Rudzie Śląskiej (PSG w Rudzie Śląskiej) rozpoczęła wykonywanie zadań w ochronie granicy państwowej 15 maja 2010 w strukturach Śląskiego Oddziału Straży Granicznej w Raciborzu. Zastąpiła placówkę SG w Zebrzydowicach znajdującą się bezpośrednio przy granicy państwowej, co było następstwem zmian w strukturze i działaniu Oddziału Straży Granicznej po zniesieniu kontroli na granicach wewnętrznych Unii Europejskiej, związanym z przyłączeniem Polski do strefy Schengen.
W związku ze zmianami organizacyjnymi w Straży Granicznej, 1 lipca 2013 weszła w podporządkowanie nowo utworzonego Śląsko-Małopolskiego Oddziału Straży Granicznej w Raciborzu. 1 listopada 2013 przestała istnieć Placówka Straży Granicznej w Raciborzu, a terytorialny zasięg działania placówki, który obejmował 8 powiatów został przejęty przez placówki SG w Opolu i Rudzie Śląskiej. Jako kolejny element trwającej w Straży Granicznej reorganizacji, 1 września 2016 PSG w Rudzie Śląskiej, weszła ponownie w podporządkowanie Śląskiego Oddziału Straży Granicznej.
15 października 2019 rozpoczęła swoje funkcjonowanie Grupa Zamiejscowa w Sosnowcu, będącą w strukturze Placówki SG w Rudzie Śląskiej. Zmienił się także zasięg terytorialny Placówki Straży Granicznej w Rudzie Śląskiej. Przejęła ona od Placówki Straży Granicznej w Katowicach-Pyrzowicach dwa miasta na prawach powiatu: Siemianowice Śląskie i Sosnowiec. W zawiązku z tym nowo powstała Grupa Zamiejscowa w Sosnowcu mająca swoją siedzibę przy ulicy Teatralnej 9, prowadziła swoją działalność służbową na terenie 4 miast na prawach powiatu: Jaworzna, Mysłowic, Siemianowic Śląskich i Sosnowca. 1 września 2021 na bazie rozwiązanej Grupy Zamiejscowej w Sosnowcu, została utworzona Placówka Straży Granicznej w Sosnowcu, która przejęła część rejonu odpowiedzialności służbowej PSG w Rudzie Śląskiej.

## Terytorialny zasięg działania
Stan z 1 lipca 2025
Od 1 lipca 2025 obszar działania Placówki Straży Granicznej w Rudzie Śląskiej obejmuje:
- Obszar strefy nadgranicznej:
  - Od znaku granicznego nr I/148a do znaku granicznego nr II/45/6.
  - Linia rozgraniczenia z:

1. Placówką Straży Granicznej w Bielsku-Białej: włącznie znak graniczny I/148a, dalej granicą gmin Zebrzydowice i Jastrzębie-Zdrój, Pawłowice i Jastrzębie-Zdrój, Pawłowice i Żory.
2. Placówką Straży Granicznej w Opolu: wyłącznie znak graniczny nr II/45/6, dalej granicą gmin: Pietrowice Wielkie i Kietrz, Pietrowice Wielkie i Baborów, Rudnik i Baborów wraz Rudnik i Polska Cerekiew.

- Poza strefą nadgraniczną: z powiatu raciborskiego gminy: Kuźnia Raciborska, Nędza, Kornowac, z powiatu wodzisławskiego gminy: Marklowice, Pszów, Radlin, Rydułtowy, powiaty: gliwicki, rybnicki, Bytom, Gliwice, Piekary Śląskie, Ruda Śląska, Rybnik, Świętochłowice, Zabrze.

Od 1 września 2021 obszar działania Placówki Straży Granicznej w Rudzie Śląskiej obejmował i 
- Ochrania odcinek wewnętrznej granicy Unii Europejskiej, od znaku granicznego nr I/148a do znaku granicznego nr II/45/6.
- W strefie nadgranicznej linia rozgraniczenia z:

1. Placówką Straży Granicznej w Bielsku-Białej: włącznie znak gran. nr I/148a, dalej granicą gmin Jastrzębie-Zdrój i Godów, Jastrzębie-Zdrój i Mszana, Jastrzębie-Zdrój i Świerklany oraz Żory i Świerklany.
2. Placówką Straży Granicznej w Opolu: wyłącznie znak gran. nr II/45/6, dalej granicą gmin: Pietrowice Wielkie i Kietrz, Pietrowice Wielkie i Baborów, Rudnik i Baborów oraz Rudnik i Polska Cerekiew.

- Poza strefą nadgraniczną: z powiatu raciborskiego gminy: Kuźnia Raciborska, Nędza, Kornowac, z powiatu wodzisławskiego gminy: Marklowice, Pszów, Radlin, Rydułtowy, powiaty: gliwicki, mikołowski, rybnicki, Bytom, Gliwice, Piekary Śląskie, Ruda Śląska, Rybnik, Świętochłowice, Zabrze.

Od 12 stycznia 2018 zasięg terytorialny Placówki SG w Rudzie Śląskiej był pomniejszony o powiat bieruńsko-lędziński oraz miasta na prawach powiatu – Bytom, Piekary Śląskie, Siemianowice Śląskie, Sosnowiec i Tychy.
Od 2 grudnia 2016 obszar działania placówki obejmował: miasta: Bytom, Chorzów, Gliwice, Jaworzno, Katowice, Mysłowice, Piekary Śląskie, Ruda Śląska, Rybnik, Siemianowice Śląskie, Sosnowiec, Świętochłowice, Tychy, Zabrze oraz 6 powiatów: bieruńsko-lędziński, gliwicki, mikołowski, raciborski, rybnicki, wodzisławski i ochraniała odcinek wewnętrznej granicy Unii Europejskiej, od znaku granicznego nr I/148a do znaku gran. nr II/45/6.
- Linia rozgraniczenia z:

1. Placówką Straży Granicznej w Cieszynie: włącznie znak gran. nr I/148a, dalej granicą gmin Jastrzębie-Zdrój i Godów, Jastrzębie-Zdrój i Mszana, Jastrzębie-Zdrój i Świerklany oraz Żory i Świerklany.
2. Placówką Straży Granicznej w Opolu: wyłącznie znak gran. nr II/45/6, dalej granicą gmin: Pietrowice Wielkie i Kietrz, Pietrowice Wielkie i Baborów, Rudnik i Baborów oraz Rudnik i Polska Cerekiew.

- Poza strefą nadgraniczną obejmował z powiatu raciborskiego gminy: Kuźnia Raciborska, Nędza, Kornowac, z powiatu wodzisławskiego gminy: Marklowice, Pszów, Radlin, Rydułtowy, powiaty: gliwicki, bieruńsko-lędziński, mikołowski, rybnicki, Rybnik, Gliwice, Chorzów, Bytom, Jaworzno, Katowice, Mysłowice, Piekary Śląskie, Ruda Śląska, Zabrze, Tychy, Sosnowie, Świętochłowice, Siemianowice Śląskie[12].

15 maja 2010 placówka obejmowała działaniem 23 powiaty i miasta na prawach powiatu, z terenu województwa śląskiego, znajdujące się poza strefą nadgraniczną, obejmowała powiaty: będziński, bieruńsko-lędziński, lubliniecki, myszkowski, tarnogórski, kłobucki, częstochowski, mikołowski, zawierciański, Częstochowa, Chorzów, Bytom, Dąbrowa Górnicza, Jaworzno, Katowice, Mysłowice, Piekary Śląskie, Ruda Śląska, Siemianowice Śląskie, Zabrze, Tychy, Sosnowiec, Świętochłowice.

## Placówki sąsiednie
- Placówka SG w Cieszynie ⇔ Placówka SG w Opolu – 2.12.2016[1]
- Placówka SG w Bielsku-Białej ⇔ Placówka SG w Opolu – 12.01.2018[10].

## Komendanci placówki
- ppłk SG/płk SG Dariusz Więcek (15.05.2010–20.05.2011)
- kpt. SG/ppłk SG Jarosław Szymanek (21.05.2011–14.06.2018)
- ppłk SG Czesław Konieczny (15.06.2018[14]–5.02.2020)[a]
- mjr SG/ppłk SG Tomasz Muszyński (6.02.2020[15]–15.02.2024)[b][16]
- mjr SG/ppłk SG Łukasz Dziadkowiec (19.02.2024[c][17]–obecnie).